# Shimibanga
Shimibanga è un ward dello Zambia, parte della Provincia di Copperbelt e del Distretto di Masaiti.